# Nichallea
Nichallea là một chi thực vật có hoa trong họ Thiến thảo (Rubiaceae).

## Loài
Chi Nichallea gồm các loài: